# Шаховской, Иван Семёнович
Князь Иван Семёнович Шаховской — стольник, завоеводчик и воевода во времена правления Михаила Фёдоровича, Алексея Михайловича, Фёдора Алексеевича, правительницы Софьи Алексеевны, Иван V и Петра I Алексеевичей.
Из княжеского рода Шаховские. Младший сын князя Семёна Ивановича Шаховского Харя. Имел братьев, князей: Михаила Семёновича и князя Фёдора Семёновича.

## Биография
Показан в жильцах. В 1640 году на службе в Туле. В июне 1653 года пожалован в стряпчие. В 1656 году участвовал в государевом Рижском походе. В 1671 году участвовал в Низовом походе. В июне 1676 года пожалован в стольники. В 1676—1677 и 1679 годах служил в Севске и был в Киевском походе вместе с сыном. В 1680 году пожалован за литовскую и иные службы придачей к поместному окладу 505 четвертей земли и 71 рубль. В 1681—1682 годах воевода в Воронеже. В апреле 1687 года завоеводчик в Крымском походе, вместе с сыном.

## Семья
От брака с неизвестной имел единственного сына:
- Князь Шаховской Александр Иванович — в 1677 году стряпчий, в 1679 году в Киевском походе для обороны Киева и других малороссийских городов, по возвращении из похода пожалован в стольники, в 1687 году завоеводчик в Крымском походе.